# Bezereos
Bezereos fue un campamento romano cuyas tropas se encargaban de las tareas de seguridad y vigilancia a nivel de Limes Tripolitanus, en la provincia de África. El pequeño fuerte se encuentra a una altitud de 125 metros, en el extremo noreste del Gran Erg Oriental, en el sur de la gobernación de Kebili en Túnez.
Cerca del sitio, ahora conocido como Bir Ghezen, se encuentra el pueblo de Sidi Mohammed Ben Aïssa. Los restos de la muralla perimetral del fuerte se pueden visitar en una colina a unos tres kilómetros y medio al sureste de la carretera L104.

## Ubicación
El fuerte, construido sobre una pequeña colina con buena visibilidad, pertenece con Tisavar a las primeras fortificaciones de esta sección del Limes Tripolitanus. Se encuentra en un recodo formado por la frontera romana, una línea que va de sureste a oeste, resultado de las consideraciones romanas de excluir del territorio las áreas desérticas hostiles y construir solo instalaciones militares en áreas semidesérticas. Tras esta sección fronteriza está el uadi de Hallouf.
A un kilómetro de Bezereos hay una montaña, el Mergueb ed Diab, en la que se encuentra una gran torre de vigilancia romana, de cinco por cinco metros. Esta torre se utilizó como estación de señales para los fuertes fronterizos más al sur. A solo siete kilómetros al noreste, en las montañas de Jebel Dahar, en el lado sur de Jebel Oum ech Chia, se encuentra el fuerte Henchir Krannfir que asegura un paso en la ladera norte de Jebel Dahar. Más al oeste, el fuerte de Ksar Tabria aseguró una carretera principal y el interior del limes. Gracias a un sistema de riego organizado, los alimentos básicos se produjeron localmente, beneficiando a las tropas y a la población civil circundante.
El Itinerario de Antonino, repertorio de calzadas romanas del siglo III, menciona a Bezeros como la quinta etapa de la carretera que une Tacapae (Gabes) con Leptis Magna.

## Descripción
El fuerte de Bezereos es típico de las fortalezas del Reino Medio con ángulos redondeados y consta de una pequeña mampostería. La única puerta, de 0,85 metros de ancho, está en el lado noreste. Hasta la fecha no se sabe nada de los posibles edificios ubicados en su interior. El fuerte de Tisavar está diseñado de manera similar.

### Vicus
Cerca del fuerte había una pequeña colonia romana, que formaba un vicus típico de la mayoría de los fuertes fronterizos. El arqueólogo Louis Poinsot informó en 1938 que las excavaciones en las ruinas de Sidi Mohammed Ben Aïssa permitieron su descubrimiento.
Los excavadores encontraron allí un edificio de dos pisos. Además de cinco piezas, se ha descubierto el inicio de una galería. Una sala dotada de un hipocausto característico, con sus ladrillos huecos (cañerías) bien conservados, ha permitido interpretarla como baños termales. La habitación contigua tenía una piscina climatizada; hay restos de ladrillos muy grandes, algunos de los cuales son de color gris verdoso, debajo de los cuales se encontraban la cabeza de un pájaro, la cola de un pez y los restos de un animal de cuatro patas.

## Descubrimiento y excavaciones
Brigadas topográficas del ejército francés en 1901 mencionadas por primera vez vastos restos romanos en las proximidades del pozo Bir Ghezen, cerca de Sidi Mohammed Ben Aïssa. Entre 1909 y 1910, el oficial francés Raymond Donau realizó excavaciones después de describirlas brevemente en el contexto del trabajo militar. Una inscripción que se encontró en 1919 permitió identificar el lugar por su nombre. La guarnición de Vezerei que allí se menciona corresponde al Bezereos del Itinerario de Antonino y de la Notitia dignitatum.
Como ha señalado el arqueólogo Pol Trousset, Bezereos puede describirse mejor como un pequeño fuerte. Gracias a una lista de nombres grabados en piedra y fechados entre los años 209 y 211, que Donau encontró en el patio del fuerte, se supone que allí estaba estacionada una unidad militar que contaba con unos 300 hombres, proporcionada por la Legio III Augusta con sede en Lambaesis. La lista también identifica a ocho centuriones, que ciertamente se hicieron cargo de los fuertes vecinos. Existe cierta probabilidad de que bajo las arenas cercanas a Bezereos se encuentre enterrado un fuerte mayor, hasta ahora desconocido.
Sobre la base de la misma inscripción, también es posible que el lugar ya fuera, bajo el reinado de Severo, la sede de un praepositus (alto comandante) que supervisaba varias guarniciones. Un indicio de esta posibilidad es el hecho de que la Notitia Dignitatum cite un Praepositus limitis Bizerentane en la lista de los Dux provinciae Tripolitanae (comandantes de las tropas fronterizas de la provincia de Tripolitania). El limes Bizerentanus, centrado en Bezereos, se formó a finales de la Antigüedad como una sección entre los limes Tamallensis y Talalatensis.
Unos años antes de la publicación de esta lista, una inscripción, regalo del emperador Septimio Severo y su corregente Caracalla (211-217), fue llevada al fuerte en 201 por un destacamento de la Legio III Augusta. Tras el asesinato del emperador Cómodo se emitió una damnatio memoriae en su contra, lo que provocó la eliminación de su nombre de todas las inscripciones. Después de que Septimio Severo canceló esta medida en 197, Cómodo fue designado como "su hermano" e incluso deificado; las vexilaciones de la Legio III Augusta se utilizaron para restaurar las inscripciones. Como la propia Legio III Augusta fue objeto de una damnatio memoriae en 238, su nombre también se borró de las inscripciones.
Se sabe muy poco sobre la ocupación del fuerte a finales del siglo III y finales de la Antigüedad. Los restos actualmente visibles datan a más tardar del reinado del emperador Cómodo, lo que está indicado por la inscripción, cuya versión original, sin embargo, se ha perdido. Quizás una vexilación de la Legio III Augusta ya ocupaba el lugar bajo el reinado de Cómodo. En el fuerte de Tisavar se descubrió una inscripción fechada entre 184 y 191.